# ニコライ・カルポリ

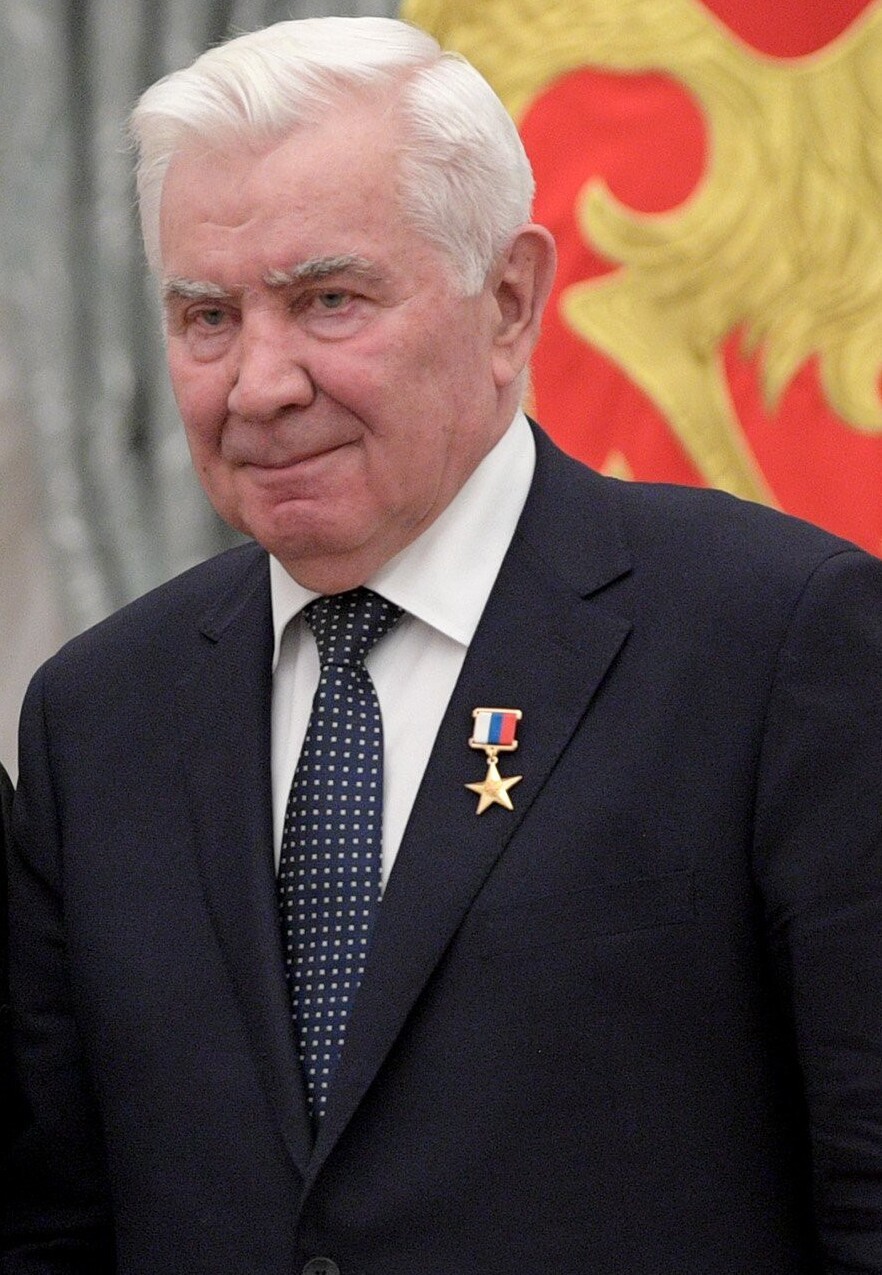
ニコライ・カルポリ

ニコライ・カルポリ（ロシア語: Николай Васильевич Карполь, 英語: Nikolay Vasiliyevich Karpol, 1938年5月1日 - ）は、ポーランド第二共和国・ベレジュニカ・(現在のベラルーシのブレスト州）出身のロシアのバレーボール指導者。ロシアの赤鬼の異名を持つ。
1979年にバレーボールロシア女子代表監督に就任。1980年のモスクワ五輪、1988年のソウル五輪でチームを金メダルに導く。2004年のアテネ五輪を最後に監督を辞任した。試合の時はよく顔を真っ赤にさせて怒っていた。この怒りはとても激しく、日本のテレビジョン放送局、テレビ朝日制作の番組「マツコ&有吉の怒り新党」の番組内コーナー「新・3大○○調査会」で紹介されたほどである。しかし、オリンピックの試合が終わった直後だけはやさしい表情で選手たちに労をねぎらっていた。
2009年、バレーボール殿堂入りを果たし、10月30日に表彰を受けた。